# Contarinia florum
Contarinia florum är en tvåvingeart som beskrevs av Rubsaamen 1917. Contarinia florum ingår i släktet Contarinia och familjen gallmyggor. Inga underarter finns listade i Catalogue of Life.